# Xã McAllaster, Quận Logan, Kansas
Xã McAllaster (tiếng Anh: McAllaster Township) là một xã thuộc quận Logan, tiểu bang Kansas, Hoa Kỳ. Năm 2010, dân số của xã này là 25 người.